# 9885 Linux
9885 Linux è un asteroide della fascia principale. Scoperto nel 1994, presenta un'orbita caratterizzata da un semiasse maggiore pari a 2,3584295 UA e da un'eccentricità di 0,0665603, inclinata di 6,11305° rispetto all'eclittica.
Il suo nome deriva dal kernel open source Linux.